# Ferreirinha
Ferreirinha, właśc. Aldemir dos Santos Ferreira (ur. 31 grudnia 1997 w Dourados) – brazylijski piłkarz występujący na pozycji skrzydłowego, od 2024 roku zawodnik São Paulo.